# Polska Liga Hokejowa (2004/2005)
Polska Liga Hokejowa sezon 2004/2005
Sezon został zainaugurowany 10 września 2004. W dniu rozpoczęcia edycji PLH, w związku z wycofaniem się z ligi drużyny Orlika Opole, został zorganizowany baraż na neutralnym lodowisku w Oświęcimiu o wakujące miejsce, w którym KH Sanok (finalista I ligi sezonu 2003/2004) pokonał spadkowicza z poprzedniego sezonu ekstraligi KTH Krynica wynikiem 7:4.

## Sezon zasadniczy
L = lokata, M = liczba rozegranych spotkań, Pkt = Liczba zdobytych punktów, W = Wygrane, P = Porażki, R = Remisy, G+ = Gole strzelone, G- = Gole stracone, +/− Różnica bramek
| L  | Drużyna             | M  | Pkt | W  | R | P  | G+  | G-  | +/−  |
| -- | ------------------- | -- | --- | -- | - | -- | --- | --- | ---- |
| 1. | Unia Oświęcim       | 35 | 77  | 24 | 6 | 5  | 158 | 68  | +90  |
| 2. | GKS Tychy           | 35 | 67  | 20 | 7 | 8  | 154 | 87  | +67  |
| 3. | TKH Toruń           | 35 | 66  | 20 | 6 | 9  | 140 | 70  | +70  |
| 4. | Podhale Nowy Targ   | 35 | 63  | 19 | 5 | 11 | 135 | 95  | +40  |
| 5. | Cracovia            | 35 | 62  | 20 | 2 | 13 | 127 | 103 | +24  |
| 6. | Stoczniowiec Gdańsk | 35 | 51  | 16 | 3 | 16 | 140 | 111 | +29  |
| 7. | KH Sanok            | 35 | 10  | 3  | 1 | 31 | 66  | 238 | -172 |
| 8. | GKS Katowice        | 35 | 8   | 2  | 2 | 31 | 54  | 202 | -148 |

## Play off

### I runda
- Unia Oświęcim – GKS Katowice 3-0 (10:1, 3:0, 9:1)
- GKS Tychy – KH Sanok 3-1 (6:1, 1:2, 5:1, 7:0)
- TKH Toruń – Stoczniowiec 3-1 (4:3, 3:4, 3:0, 4:2)
- Podhale Nowy Targ – Cracovia 0-3 (0:2, 1:3, 2:3)

### II runda

#### o miejsca 1-4
- Unia Oświęcim – Cracovia 3-0 (4:2, 3:0, 5:4d)
- GKS Tychy – TKH Toruń 3-1 (7:2, 1:2d, 6:3, 1:0)

#### o miejsca 5-8
- Stoczniowiec Gdańsk – KH Sanok 3-2 (3:1, 2:3, 1:2d, 4:3d, 4:2)
- Podhale Nowy Targ – GKS Katowice 3-0 (3:0, 4:1, 6:0)

### Finały

#### o 1. miejsce
- Unia Oświęcim – GKS Tychy 0-4 (2:3k, 2:5, 0:2, 2:3k)

#### o 3. miejsce
- TKH Toruń – Cracovia 0-3 (3:4d, 0:4, 2:3d)

#### o 5. miejsce
- Podhale Nowy Targ – Stoczniowiec Gdańsk 2-1 (1:4, 3:0, 7:2)

#### o 7. miejsce
- KH Sanok  – GKS Katowice 3-2 (2:4, 2:3, 2:0, 4:2, 2:1d.[4])

## Ostateczna kolejność
| M | Nazwa klubu         |
| 1 | GKS Tychy           |
| 2 | Unia Oświęcim       |
| 3 | Cracovia            |
| 4 | TKH Toruń           |
| 5 | Podhale Nowy Targ   |
| 6 | Stoczniowiec Gdańsk |
| 7 | KH Sanok            |
| 8 | GKS Katowice        |

Legenda:
|  | Puchar Kontynentalny |
|  | Spadek do I ligi     |